# IC 257
IC 257 ist eine Linsenförmige Galaxie vom Hubble-Typ E/S0 im Sternbild Perseus am Nordsternhimmel. Sie ist schätzungsweise 348 Millionen Lichtjahre von der Milchstraße entfernt. Neuste Untersuchungen legen Nahe, dass es sich bei der beobachteten Galaxie um PGC 10737 handelt.
Das Objekt wurde am 6. September 1888 vom US-amerikanischen Astronomen Lewis A. Swift entdeckt.